# Сотир Гулески
Сотир Гулески (на македонска литературна норма: Сотир Гулески) е писател и преводач от Социалистическа република Македония.

## Биография
Роден е на 28 август 1917 година в Прилеп, тогава окупиран от Царство България по време на Първата световна война. Завършва средно образование. Член е на Дружеството на писателите на Македония от 1959 година. Умира на 10 юни 1985 година в Охрид.

## Творчество
Автор е на книгите:
- Меѓа (роман, 1959),
- Прекршен 'рбет (роман, 1960),
- Фурии 1 (роман, 1962),
- Фурии 2 (роман, 1972),
- Висорамнина на ровјите (разкази, 1975),
- Фурии 3 (роман, 1977),
- Фурии 4 (роман, 1979),
- Им се суди на дивите ветришта (роман, 1982),
- Распаќа на шест утоки (разкази, 1985).